# Villa Collemandina
Villa Collemandina är en ort och kommun i provinsen Lucca i regionen Toscana i Italien. Kommunen hade 1 298 invånare (2018).